# Борт-до-борту
Перевантаження борт-до-борту (англ. cross-docking), частіше використовується термін «кросдокінг») — це практика в логістиці, яка передбачає перевантаження вантажів з одних транспортних засобів на інші без процесу зберігання на складі . Допускається переробка вантажів (перекомплектація, унітизація, збирання вантажів від декількох постачальників) у процесі перевантаження.

## Опис
У чистому вигляді процес перевантаження борт-до-борту не передбачає складування і може здійснюватись без складського приміщення. Проте, на практиці, подібне перевантаження здійснюється, як правило, на складах. Причому, такі склади мають значну зону експедиції, де здійснюється сортування, комплектація, консолідація товарів, та їхнє зберігання до моменту готовності всього вантажу. Якщо таке зберігання триває від декількох годин до доби, то такий склад називають складом перевантаження борт-до-борту (складом, або точкою кросдокінгу).
Перевантаження борт-до-борту використовується для зменшення запасів у системі та зменшення загальних логістичних витрат.
Основною вимогою успішної роботи системи перевантаження борт-до-борту є надійна інформаційна система, яка пов'язує між собою постачальника, логістичного провайдера та клієнта. Важливе відпрацювання всіх процедур і чіткий розподіл відповідальності між учасниками системи.